# 칭위안구 (바오딩시)

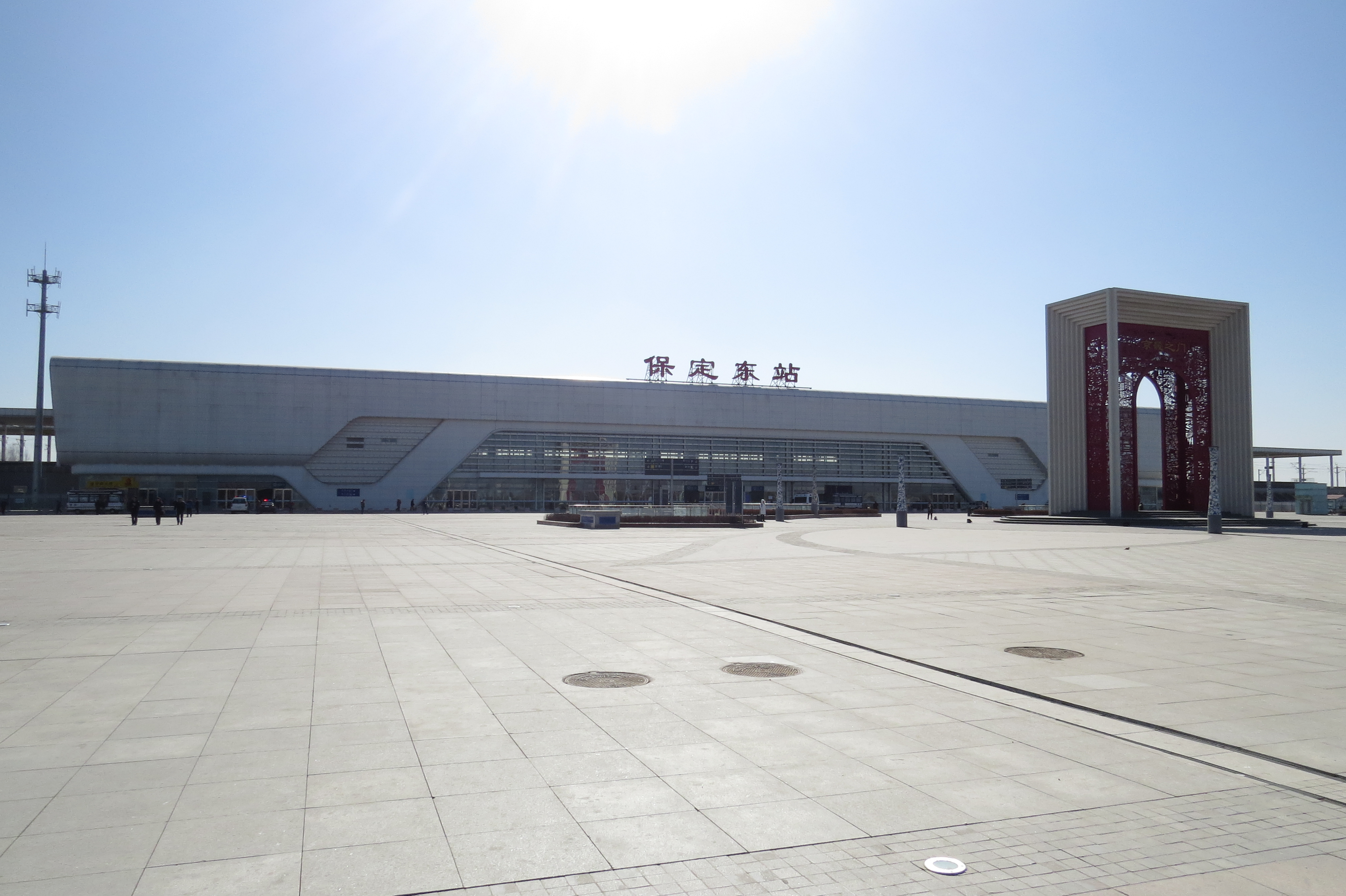

칭위안구(한국어: 청원구, 중국어: 清苑区, 병음: Qīngyuàn Qū)는 중화인민공화국 허베이성 바오딩 시의 행정구역이다. 넓이는 953km2이고, 인구는 2007년 기준으로 630,000명이다.

## 행정 구역
13개 진, 5개 향을 관할한다.
- 진: 清苑镇, 冉庄镇, 阳城镇, 魏村镇, 温仁镇, 张登镇, 大庄镇, 臧村镇, 望亭镇,东闾镇,白团镇, 石桥镇,  何桥镇.
- 향: 北店乡, 李庄乡, 北王力乡, 孙村乡, 阎庄乡.